# İbrahim Bilgen

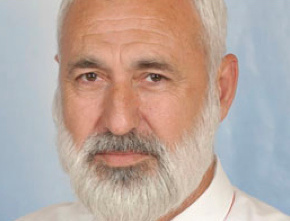
İbrahim Bilgen 2010

İbrahim Bilgen (* 2. März 1949 Beşiri, Türkei; † 31. Mai 2010 in internationalem Gewässer vor dem Gazastreifen) war ein türkischer Politiker, Elektroingenieur und politischer Aktivist. Beim Ship-to-Gaza-Zwischenfall wurde er durch israelische Kämpfer getötet.

## Leben
Bilgen wurde in Beşiri in der heutigen Provinz Batman geboren und verlor seinen Vater, als er gerade vier Jahre alt war. Nach dem Besuch der Grundschule in Mardin machte er seinen Sekundarschulausbildung an der Technikerschule in Elazığ. Anschließend schrieb er sich an der Fakultät für Elektrotechnik und Elektronik der Universität Fırat ein. Bereits während seiner Studienzeit schloss er sich einer Islamischen Bewegung an und heiratete am 5. August 1974. Im Jahr 1976 schloss er sein Studium ab. Nach seinem Abschluss arbeitete er als Ingenieur in der Stickstofffabrik in Elazığ und leistete 1980 seinen Militärdienst 
Seit 1980 lebte er in Siirt, arbeitete als Elektroingenieur für öffentlichen Einrichtungen und eröffnete anschließend ein Ingenieurbüro. Er gründete und leitete zudem Selam TV, den ersten lokalen Fernsehsender von Siirt. Zwischenzeitlich wurde er wegen Verstoßes gegen das Mobilfunkgesetz zu 5 Jahren Gefängnis verurteilt und später freigesprochen. Er engagierte sich politisch und trat als Kandidat der Saadet Partisi bei den Parlamentswahlen 2007 und 2009 sowie als Bürgermeisterkandidat bei Kommunalwahlen an.
2010 beteiligte er sich als Helfer an einer Aktion der İnsan Hak ve Hürriyetleri ve İnsani Yardım Vakfı, bei der humanitäre Hilfe in Gaza geliefert werden sollte und befand sich auf dem Schiff „Mavi Marmara“ als dieses am 31. Mai 2010 von israelischen Soldaten angegriffen wurde. Er wurde von 4 Kugeln getroffen und getötet. Bilgen war verheiratet und hatte sechs Kinder.